# Памятник детям войны (Оренбург)
Памятник детям войны — памятник в Оренбурге детям, ставшим жертвой в Великой Отечественной войне.

## История
В декабре 2010 года в городском в парке имени Л. А. Гуськова, благодаря инициативе и активной деятельности телекомпании «Регион», а также казаков городского Оренбургского казачьего общества «Славянское», в Оренбурге был заложен памятный камень, посвящённый детям войны. Простые оренбуржцы принимали участие в сборе средств на создание этого монумента. Только 9 сентября 2013 года в дни празднования юбилея города состоялось торжественное открытие памятника, которое сопровождалось работой фотовыставки, а также площадкой, где ветераны и дети войны читали стихи собственного сочинения и известных авторов. Все участники инициативной группы были награждены за свой вклад в создание и открытие такого значимого исторического и культурного объекта.
Скульптурная композиция из бронзы изображает брата и сестру, которые спасаются от холода в одежде с чужого плеча. На их лицах читается испуг, а игрушка, лежащая рядом, напоминает, что это дети, на чью долю выпала нелегкая судьба, оставаясь жить и работать в тылу во время Великой Отечественной войны. Скульптурная группа, отлитая в Екатеринбурге, установлена на постаменте из султаевского гранита и расположена на круглой возвышенной площадке, облицованной также гранитными плитами. Внизу постамента на гранитной призме установлена бронзовая мемориальная доска с надписью: «ДЕТЯМ ВОЙНЫ ÷ Великая Отечественная война 1941—1945».
Идею памятника воплотила группа скульпторов из Челябинска: Максим Ведерников и Ольга Ахрамеева, автор композиции — главный художник Оренбурга Наталья Бровко.